# Honda Vision 110

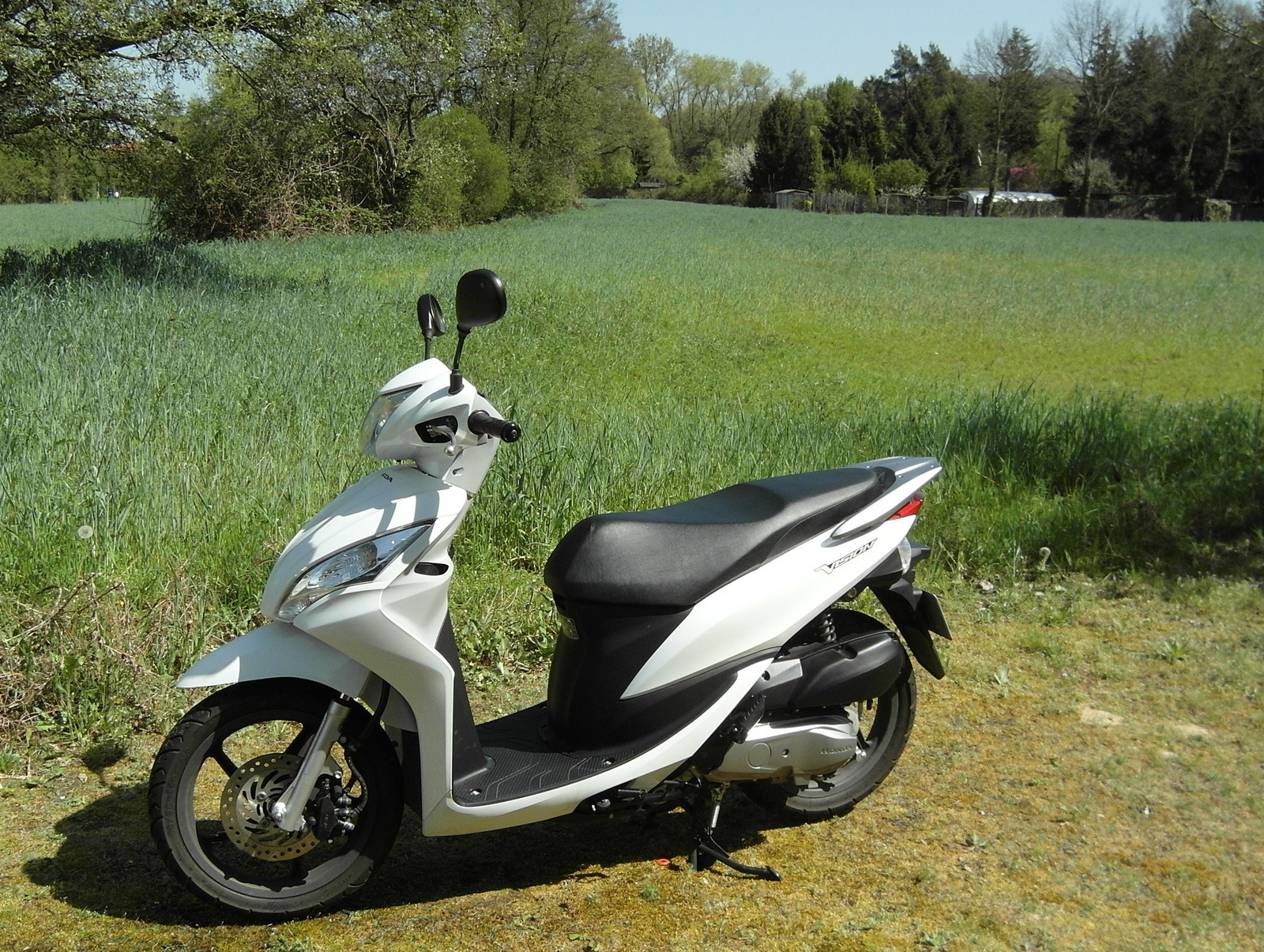
2011 Honda Vision 110 Motorroller

Der Honda Vision 110 ist ein Motorroller mit 110-cm³-Motor, Saugrohreinspritzung, Katalysator, Kombibremse und stufenlosem Automatikgetriebe (Riemengetriebe).
Seit 2011 produzierte Honda den Motorroller in seinem Werk in China. Seit September 2011 wird er in Europa vertrieben. In Deutschland wurde der Roller von 2011 bis 2013 und erneut ab 2016 angeboten. Er wird aktuell in Italien produziert.

## Technische Daten
- Motor: Luftgekühlter Viertakt-Einzylinder
- Hubraum in cm³: 108
- Verdichtung: 9,5 : 1
- Maximale Leistung: 6,5 kW/8,84 PS bei 7500/min
- Maximales Drehmoment: 9 Nm bei 5500/min
- Zündung: Digitale Transistorzündung
- Katalysator: Geregelter Drei-Wege-Katalysator mit Sekundärluftsystem (HECS3)
- Abgasverhalten: Schadstoffklasse EURO 4
- Starter: Elektrostarter
- Tankinhalt: 5,2 Liter
- Bremssystem: Kombiniertes Bremssystem (CBS – Combined Brake System), das bei  Betätigung der Hinterradbremse auch die Vorderradbremse aktiviert

## Abmessung
- Länge: 1.845 mm
- Breite: 670 mm
- Höhe: 1.090 mm
- Radstand: 1.255 mm